# ديفيد ميلر (سياسي كندي)
ديفيد ميلر هو سياسي كندي، ولد في 29 ديسمبر 1955 في وايت هورس في كندا. حزبياً، نشط في حزب يوكون ‏. وقد انتخب عضو الجمعية التشريعية في يوكون ‏.